# Uzasadnienie wyroku
Uzasadnienie wyroku – pisemne motywy rozstrzygnięcia sądowego sporządzane po jego wydaniu z urzędu lub na wniosek strony procesu.

## Uzasadnienie wyroku w postępowaniu cywilnym
Sąd I instancji sporządza uzasadnienie wyroku na żądanie strony zgłoszone w terminie tygodniowym od dnia jego ogłoszenia lub doręczenia, jeżeli istniał obowiązek doręczenia orzeczenia. Sąd uzasadnia także wyrok, który został zaskarżony w ustawowym terminie.
Sąd II instancji uzasadnia wyrok z urzędu, chyba że apelacja została oddalona albo zmieniono zaskarżony wyrok. Wówczas sporządzenie uzasadnienia następuje na wniosek strony. W postępowaniu uproszczonym sąd II instancji uzasadnia swoje orzeczenie tylko w razie uchylenia wyroku sądu I instancji i przekazania sprawy do ponownego rozpoznania. W innych przypadkach sporządzenie uzasadnienia następuje na wniosek strony.
Uzasadnienie powinno zawierać wskazanie podstawy faktycznej rozstrzygnięcia, a mianowicie: ustalenie faktów, które sąd uznał za udowodnione, dowodów, na których się oparł, i przyczyn, dla których innym dowodom odmówił wiarygodności i mocy dowodowej, oraz wyjaśnienie podstawy prawnej wyroku z przytoczeniem przepisów prawa.
Struktura uzasadnienia wyroku Sądu I instancji
1. Część historyczna
  1. Stanowisko strony powodowej
  2. Stanowisko strony pozwanej
2. Ustalenia faktyczne
3. Ocena dowodów
  1. Motywy uznania poszczególnych dowodów za wiarygodne
  2. Motywy uznania pozostałych dowodów za niewiarygodne
4. Subsumpcja
  1. Przytoczenie podstawy prawnej
  2. Przypisanie stanu faktycznego hipotezie normy prawnej
  3. Wyjaśnienie dyspozycji normy prawnej
5. Uzasadnienie ewentualnego rygoru natychmiastowej wykonalności
6. Rozstrzygnięcie o kosztach postępowania
7. Podpisy członków składu orzekającego będących sędziami

## Uzasadnienie wyroku w postępowaniu karnym
Sąd I instancji sporządza uzasadnienie wyroku na żądanie strony zgłoszone w terminie 7 dni od daty jego ogłoszenia, a w przypadku gdy domaga się tego oskarżony pozbawiony wolności i nieposiadający obrońcy, od daty doręczenia orzeczenia.
Uzasadnienie powinno zawierać wskazanie, jakie fakty sąd uznał za udowodnione lub nieudowodnione, na jakich oparł się dowodach i dlaczego nie uznał dowodów przeciwnych, oraz wyjaśnienie podstawy prawnej wyroku. W uzasadnieniu wyroku należy ponadto przytoczyć okoliczności, które sąd miał na względzie przy wymiarze kary, a zwłaszcza przy zastosowaniu nadzwyczajnego złagodzenia kary, środków zabezpieczających, uwzględnieniu powództwa cywilnego oraz przy innych rozstrzygnięciach zawartych w wyroku.
Struktura uzasadnienia wyroku skazującego Sądu I instancji
1. Ustalenie stanu faktycznego
2. Osoba oskarżonego
  1. Dane i charakterystyka oskarżonego
  2. Stanowisko oskarżonego w sprawie
3. Ocena dowodów
  1. Motywy uznania poszczególnych dowodów za wiarygodne
  2. Motywy uznania pozostałych dowodów za niewiarygodne
4. Subsumpcja
  1. Przytoczenie podstawy prawnej
  2. Przypisanie stanu faktycznego hipotezie normy prawnej
5. Kara
  1. Uzasadnienie wymiaru kary i środków karnych
  2. Ewentualne rozstrzygnięcie o środkach probacyjnych
6. Uzasadnienie dodatkowych orzeczeń zawartych w wyroku
7. Rozstrzygnięcie o kosztach procesu
8. Podpisy członków składu orzekającego będących sędziami

## Uzasadnienie wyroku w postępowaniu sądowoadministracyjnym
Zapoznaj się z zastrzeżeniami dotyczącymi pojęć prawnych w Wikipedii.